# Christa Rothenburger
Christa Luding-Rothenburger (Weißwasser (Sachsen), 4 december 1959) is een Duitse oud-langebaanschaatsster, die destijds voor de DDR reed. In de jaren tachtig behoorde ze bij de beste sprintsters ter wereld.

## Carrière
Rothenburger nam viermaal deel aan de Olympische Winterspelen (in 1980, 1984, 1988 en 1992). Ze behaalde tweemaal olympisch goud: eenmaal op de 500 meter bij de Winterspelen van 1984 in Sarajevo en eenmaal op de 1000 meter bij de Winterspelen van 1988 in Calgary. In Calgary behaalde ze ook nog zilver op de 500 meter, in Albertville op de Winterspelen van 1992 haalde ze brons op dezelfde afstand. Ze verzamelde zo dus olympische medailles in alle kleuren.
Haar internationale carrière begon in 1979, toen ze derde werd op de Wereldkampioenschappen Sprint. Op de Winterspelen van 1980 in Lake Placid kon ze geen potten breken en stelde ze teleur met een 12e en een 18e plaats. Na haar Olympische overwinningen in 1984 werd ze in 1985 Wereldkampioene sprint, ze herhaalde dat resultaat in 1988. Verder behaalde ze nog tweemaal de zilveren en viermaal de bronzen medaille op de WK Sprint. Ook schreef ze zestien Wereldbekerwedstrijden op haar naam, en verbeterde ze achtmaal een wereldrecord (500m, 1000m en sprintvierkamp).
Rothenburger voerde lange tijd samen met haar landgenoten Andrea Mitscherlich, Gabi Schönbrunn en Karin Enke de schaatsklassementen aan in diverse disciplines. In 1992 beëindigde ze haar schaatscarrière.

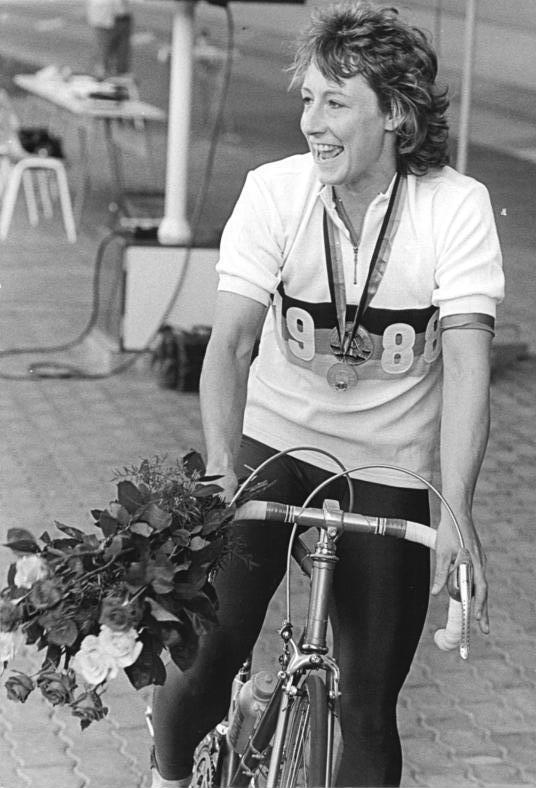
... en ook als wielrenster

In 1988 haalde Rothenburger nog een kunststukje uit: ze behaalde zowel op de Olympische Winterspelen als op de Olympische Zomerspelen een medaille. Bij het baanwielrennen moest ze alleen de Estische Erika Salumäe uit de Sovjet-Unie voor zich dulden.

## Persoonlijk
Rothenburger is getrouwd met haar toenmalige schaatstrainer Ernst Luding.

## Records

### Persoonlijk records
| Afstand    | Tijd    | Datum            | Baan    |
| ---------- | ------- | ---------------- | ------- |
| 500 meter  | 39,12   | 22 februari 1988 | Calgary |
| 1000 meter | 1.17,65 | 26 februari 1988 | Calgary |
| 1500 meter | 2.05,83 | 16 januari 1988  | Davos   |
| 3000 meter | 4.50,59 | 17 januari 1982  | Davos   |

### Wereldrecords
| Nr. | Afstand        | Tijd    | Datum            | Baan    |
| --- | -------------- | ------- | ---------------- | ------- |
| 1   | 500 meter      | 40,28   | 27 maart 1981    | Medeo   |
| 2   | 1000 meter     | 1.17,65 | 27 maart 1981    | Medeo   |
| 3   | 500 meter      | 40,18   | 28 maart 1981    | Medeo   |
| 4   | sprintvierkamp | 162,275 | 27/28 maart 1981 | Medeo   |
| 5   | 500 meter      | 39,69   | 25 maart 1983    | Medeo   |
| 6   | sprintvierkamp | 161,120 | 25/26 maart 1983 | Medeo   |
| 7   | 500 meter      | 39,39   | 6 december 1987  | Calgary |
| 8   | 1000 meter     | 1.17,65 | 26 februari 1988 | Calgary |

#### Wereldrecords laaglandbaan (officieus)
| Nr. | Afstand        | Tijd    | Datum            | Baan         |
| --- | -------------- | ------- | ---------------- | ------------ |
| 1.  | 500 meter      | 41,91   | 24 november 1979 | West-Berlijn |
| 2.  | sprintvierkamp | 171,120 | 25 november 1979 | West-Berlijn |
| 3.  | 500 meter      | 41,65   | 28 november 1981 | West-Berlijn |
| 4.  | 1000 meter     | 1.22,57 | 26 november 1983 | West-Berlijn |
| 5.  | sprintvierkamp | 166,070 | 27 november 1983 | West-Berlijn |
| 6.  | 500 meter      | 39,19   | 15 maart 1988    | Heerenveen   |
| 7.  | 1000 meter     | 1.20,01 | 19 maart 1988    | Heerenveen   |

## Schaatsresultaten
| Jaar | Olympische Spelen  | WK Sprint |
| ---- | ------------------ | --------- |
| 1979 |                    | Brons     |
| 1980 | 12e 500m 18e 1000m | 4e        |
| 1981 |                    | 4e        |
| 1982 |                    | 6e        |
| 1983 |                    | Brons     |
| 1984 | 500m · 5e 1000m    |           |
| 1985 |                    | Goud      |
| 1986 |                    | Zilver    |
| 1987 |                    | Brons     |
| 1988 | 500m · 1000m       | Goud      |
| 1989 |                    | Zilver    |
| 1990 |                    |           |
| 1991 |                    | 6e        |
| 1992 | 500m · 8e 1000m    | Brons     |

### Medaillespiegel
| Kampioenschap     | Goud · | Zilver · | Brons · |
| ----------------- | ------ | -------- | ------- |
| Olympische Spelen | 2      | 2        | 1       |
| WK Sprint         | 2      | 2        | 4       |

1960: Helga Haase ·
1964: Lidia Skoblikova ·
1968: Ljoedmila Titova ·
1972: Anne Henning ·
1976: Sheila Young ·
1980: Karin Enke ·
1984: Christa Rothenburger ·
1988: Bonnie Blair ·
1992: Bonnie Blair ·
1994: Bonnie Blair ·
1998: Catriona Le May-Doan ·
2002: Catriona Le May-Doan ·
2006: Svetlana Zjoerova ·
2010: Lee Sang-hwa ·
2014: Lee Sang-hwa ·
2018: Nao Kodaira ·
2022: Erin Jackson
1960: Klara Goeseva ·
1964: Lidia Skoblikova ·
1968: Carry Geijssen ·
1972: Monika Pflug ·
1976: Tatjana Averina ·
1980: Natalja Petroeseva ·
1984: Karin Enke ·
1988: Christa Rothenburger ·
1992: Bonnie Blair ·
1994: Bonnie Blair ·
1998: Marianne Timmer ·
2002: Christine Witty ·
2006: Marianne Timmer ·
2010: Christine Nesbitt ·
2014: Zhang Hong ·
2018: Jorien ter Mors ·
2022: Miho Takagi